# ケオ・メアス
ケオ・メアス（クメール語: កែវ មាស / Keo Meas, 1926年 - 1976年）は、カンボジアの共産主義活動家、政治家。カンプチア労働者党（後の共産党）中央委員。1976年、粛清。

## 経歴
プノンペン教員養成学校4年次の1946年、ソン・シチャン (Son Sichan) に勧誘され、インドシナ共産党に入党。学校を中途退学した後、スヴァイリエン地方の抵抗運動に参加し、1950年にはクメール・イサラク統一戦線内の指導的人物となった。1951年、プノンペン行動委員会人民委員に任命。
1952年7月の一斉検挙により党組織が破壊されると、その後メアスは市党支部の再建に取り組んだ。同年12月、ウィーンにおいて世界各国人民平和会議が開催されると、クメール・イサラクを代表して出席した。
1953年には東部地域のトゥー・サムートの司令部で働き、新しいラジオ「自由カンボジアの声」の責任者となった。この時、原稿書きを手伝ったのがサロト・サル（ポル・ポト）であった。

### プラチアチョン活動期
1954年の休戦後、メアスはジュネーヴ協定履行共同委員会において、クメール・イサラクを代表し、ベトミン側委員として参加した。また同年、クメール人民革命党プノンペン支部支部長補佐に任ぜられ、「準合法」活動を担当することになった。人民革命党は秘密政党であったため、メアス、ノン・スオンおよびペン・ユースは、休戦協定に基づく1955年選挙に合わせ、党の合法的フロント組織を形成する任務が与えられた。1954年末、彼らは「クメール・トース」（クメール抵抗組織）の名称で登録しようとしたが、当局により却下された。1955年初め、より中立的な「クロム・プラチェアチョン」（人民派）として登録した。しかし、同年9月の選挙では政府側の圧力と妨害により、シハヌーク前国王の率いる「サンクム」が圧勝し、プラチアチョンは議席を獲得できなかった。
1956年5月、ケオ・メアスはノン・スオン、ノプ・ボファン (Nop Bophann) と共に 、「プラチアチョン」を週刊新聞として活動再開させた。
クメール人民革命党が危機の時代を過ぎたとき、トゥー・サムートは4人のメンバーからなる党指導部（「都市委員会」と呼ばれた）を再組織した。ケオ・メアスも同委員会の一人だと思われるが、しかし彼に代えてサロト・サル（ポル・ポト）を第4の委員とする報告も存在する。
1958年3月の議会選挙時、「クロム・プラチアチョン」は敢えて5人の候補を擁立し、メアスはプノンペン選挙区において立候補した。しかし、過酷な政治情勢により、「クロム・プラチアチョン」候補で全ての選挙活動を成し遂げることが出来たのは、ケオ・メアスただ一人であった。しかし、得られた得票は、公式結果では396票だけであった。選挙の直後、メアス地下に潜り、プノンペンを離れた。そしてプノンペン党支部書記はポル・ポトが引き継いだ。
1960年9月のクメール人民革命党第2回党大会において党名は「カンプチア労働党」に変更されるとともに、ケオ・メアスは党中央委員に選出され、党内序列第6位となった。しかし、1963年2月の党大会においては、党中央委員会から外された。
1963年、ベトナム国境地帯の「第100局」基地で仲間と合流し、1965年まで過ごすことになる

### 反政府闘争期
1968年後半、ケオ・メアスはハノイに旅立ち、カンボジアにおいて進行中の党の闘争に対し、亡命共産党指導部からの支援を求めた。彼は古参指導者ソン・ゴク・ミンおよびベトナムの当局者と会談したが、シハヌーク体制に対する武装蜂起の支援へと動かすことはできなかった。シハヌークに対し、ベトナムは「より小さな悪」と考えていたためである。またメアスは、1969年にポル・ポトがハノイと北京を訪問した際、これに同行していたと思われる。ポル・ポトのカンボジア帰還時、ケオ・メアスはハノイにおり、ポル・ポトの旅程を手配したのはケオ・メアスであった。メアスはしばらくハノイに留まった
1970年3月にクーデターで追放されたシハヌークは、5月に北京において「カンボジア王国民族連合政府」を樹立。ケオ・メアスは王国民族連合政府の在中国大使に任命されたが、1972年3月までにはこの地位を失い、ハノイに移った。ハノイでは、イエン・チリトの監督下で働くことになった。

### 粛清
プノンペン制圧後の1975年5月、党中央委員会の事務局で働くため、カンボジアに帰国した。しかし、彼は親ベトナム派であると疑われ、自宅軟禁下に置かれた。1976年8月、東部地域第24区書記スアス・ネウ（別名、チューク）が逮捕され、拷問により自白したが、彼が裏切り者として名指しした中にケオ・メアスの名もあった。
1976年9月25日、メアスは逮捕され、S21監獄に収容された。以降、S21文書においてはローマ数字のX番が付けられることになった。彼は共産党に敵対する「カンボジア労働者党」を結成した罪に問われた。激しい圧力にもかかわらず無実を訴えた。かつて親しかったポル・ポトあてに手紙を書いたが、届けられなかった。1976年9月27日の報告書によれば、シャツを脱がせて後ろ手に手錠をかけられ、食事の時だけはずされた。また眠れないよう、蚊に食われ放題になるようにされた。
ケオ・メアスは拷問の末、ついには「私は内部から穴を開けるシロアリでした」と書かされ、裏切りを「自白」した。その後まもなく、処刑された。